# Conicosia
Conicosia (лат.) (возможное русскоязычное название — Коникозия) — род суккулентных растений семейства Аизовые (Aizoaceae), произрастающий на территории Капской провинции ЮАР.

## Название
Родовое латинское (научное) название Cleretum происходит от греческого слова konikos — что означает «конический», обусловлено формой верхушки плода.

## Ботаническое описание

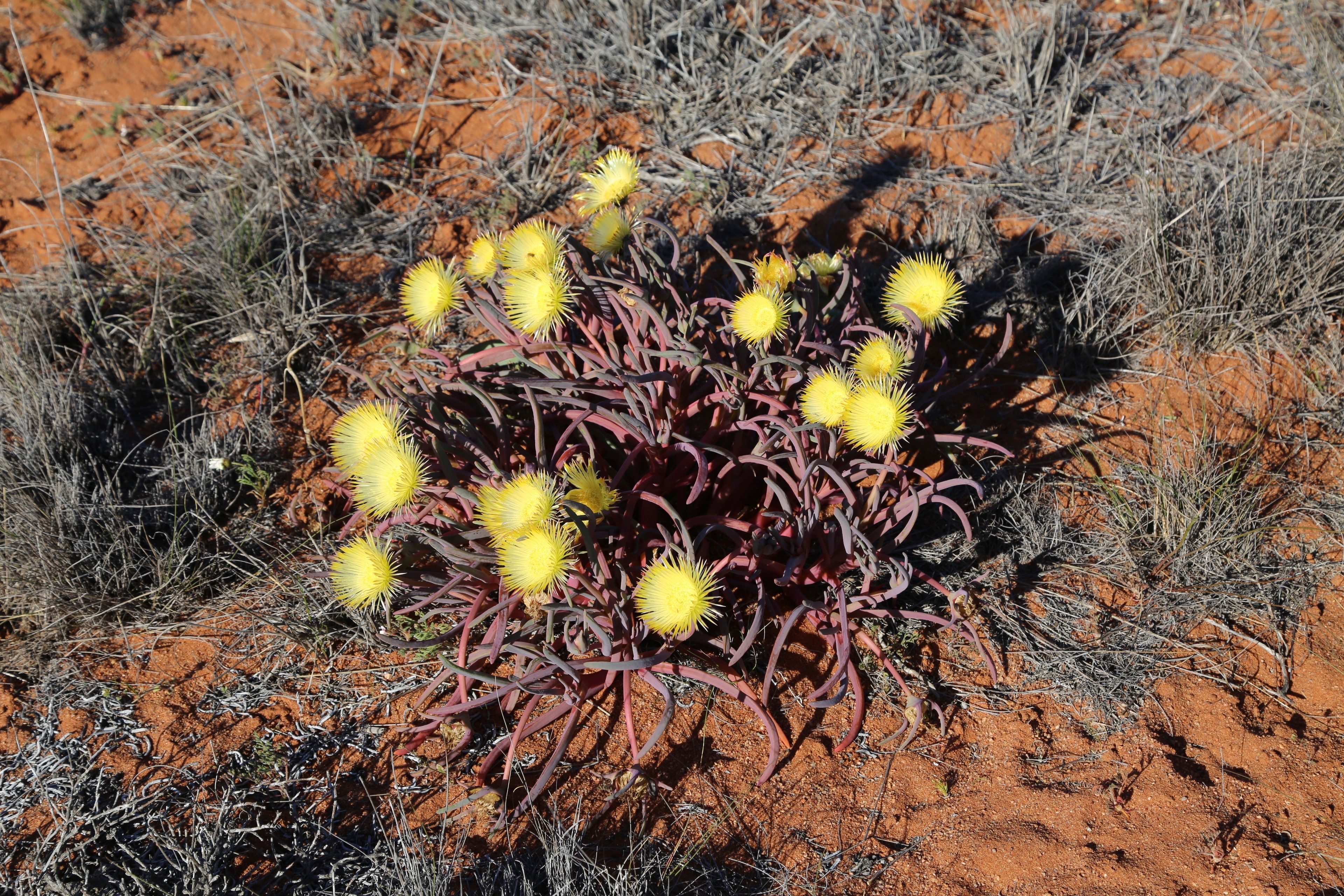
Подвид Conicosia pugioniformis subsp. pugioniformis

Многолетние или иногда двулетние травы. Листья супротивные, хотя иногда они могут быть очередными. Форма листьев может быть трехгранной или приближенной к треугольной, а также иногда слегка вогнутой на верхней поверхности. Длина листьев может достигать до 40 см.
Цветки одиночные и расположены верхушечно на длинных цветоножках. Их размер варьирует и может быть различной величины. Часто цветки обладают неприятным запахом и открываются во второй половине дня, а закрываются на закате. Чашелистиков в цветке 5. Лепестки представлены в нескольких рядах и имеют линейную форму с сосочковидными краями. Цвет лепестков может быть различных оттенков жёлтого, редко встречаются белые сверху и лососевые снизу. Тычинок в цветке много и также есть много стаминодий. Нектарник представляет собой низкое слабозубчатое кольцо. Завязь вогнутая или несколько коническая в центре вверху. Рыльце состоит из 10-25 нитевидных частей. Плод представляет собой крупную 10-25-гнездную коробочку. У каждой створки есть пара тонких крыловидных камерных перегородок на внутренней стороне. Семена шаровидные, часто с небольшими килевидными элементами и гладкой поверхностью.
Число хромосом х = 9.

## Распространение
Conicosia происходит из Капской провинции Южно-Африканской Республики. Представители рода были интродуцированы в штате Калифорния (США) и штате Виктория (Австралия).

## Таксономия
Conicosia N.E.Br., первое упоминание в Gard. Chron., ser. 3, 78: 433. 1925. Род входит в подсемейство Ruschioideae, в трибу Apatesieae.

### Синонимы[5]
- Herrea Schwantes

### Виды
Согласно данным сайта «Список растений Мировой флоры онлайн» на июнь 2023 года, род состоит из 2 видов:
- Conicosia elongata (Haw.) Schwantes
- Conicosia pugioniformis (L.) N.E.Br.
  - Conicosia pugioniformis subsp. alborosea (L.Bolus) Ihlenf. & Gerbaulet
  - Conicosia pugioniformis subsp. muirii (L.Bolus) Ihlenf. & Gerbaulet
  - Conicosia pugioniformis subsp. pugioniformis